# Guangzhou FC
Der Guangzhou Football Club (chinesisch 广州足球俱乐部, Pinyin Guǎngzhōu Zúqiú Jùlèbù) ist ein 1954 gegründeter Fußballverein aus Guangzhou in China. Der Verein wurde 2011 erstmals Meister des Landes und gewann 2012 das Double aus Meisterschaft und Pokal. Des Weiteren ist der Guangzhou FC der zweite chinesische Verein, der die AFC Champions League gewinnen konnte. Am 7. Januar 2025 wurde der Verein wegen zu hoher Schulden aus allen Profiligen Chinas ausgeschlossen.

## Vereinsgeschichte
Der Verein wurde 1954 als Guangzhou Football Team gegründet. In seiner Geschichte durchlief der Verein verschiedene Namensänderungen. Nach Übernahme durch die Apollo-Gruppe im Jahre 1993 wurde der Verein als erster in China professionell. Nachdem die Pharmaceutical Company im Jahr 2006 den Verein übernommen hatte, hieß er Guangzhou Pharmaceutical FC, wurde im Volksmund und den Medien zumeist aber nur als Guangzhou GPC bezeichnet. Zur Saison 2010 wurde der Klub nach der Übernahme durch die Evergrande Real Estate Group in Guangzhou Evergrande umbenannt. Anfang 2021 wurden bei allen chinesischen Vereinen die Sponsorennamen entfernt, und der Verein wurde zum Guangzhou FC.
Der Verein wurde zweimal Vizemeister und erreichte 1991 das Verbandspokalfinale. Im Februar 2010 wurde der Klub zum Zwangsabstieg in die zweite Liga verurteilt, nachdem bekannt geworden war, dass in der Aufstiegssaison 2007 durch Geldzahlungen Siege gekauft wurden. Der Verein schaffte den umgehenden Wiederaufstieg.
Mitte 2011 verpflichtete Guangzhou Evergrande Brasiliens Fußballer des Jahres, den Argentinier Darío Conca vom amtierenden brasilianischen Meister Fluminense FC für dreieinhalb Jahre. Die Ablösesumme soll 7 Millionen US-Dollar, chinesischer Rekord, und sein Gehalt 10,4 Millionen US-Dollar pro Jahr betragen, was ihn zu einem der bestbezahlten Spieler der Welt machen würde. Weiterhin traten mit Cléverson Gabriel Córdova „Cléo“ und Muriqui zwei Brasilianer, die insgesamt 7,5 Millionen US-Dollar kosteten, für den Verein an. Mit ihnen wurde Evergrande 2011 erstmals Meister der Chinese Super League. Der Eigentümer Xu Jiayin wollte 2012 weitere 100 Millionen Dollar in den Verein investieren. Ein weiterer namhafter Neuzugang ist der zweimalige Deutsche Meister Lucas Barrios, der zum 1. Juli 2012 von Borussia Dortmund verpflichtet wurde. Die insbesondere für chinesische Verhältnisse beachtlichen Investitionen brachten dem Verein den Beinamen Chelsea von Asien ein. 2012 konnte die Mannschaft nicht nur den Meistertitel verteidigen, sondern auch erstmals den chinesischen Pokal gewinnen.
Anfang 2013 wurde Elkeson von Botafogo FR für 5,7 Millionen Euro gekauft und für vier Jahre verpflichtet, Lucas Barrios verließ den Verein Mitte 2013 und wechselte zu Spartak Moskau. 2013 wurde die bis dato erfolgreichste Spielzeit des Vereins; man sicherte sich den dritten Meistertitel in Folge und gewann erstmals die asiatische Champions League. Zudem konnte Ende des Jahres bei der FIFA-Klub-Weltmeisterschaft 2013 der vierte Platz erreicht werden. Darío Conca wechselte nach zweieinhalb Jahren ablösefrei zurück nach Fluminense. Als Ersatz wurde Anfang 2014 Alessandro Diamanti vom FC Bologna verpflichtet. Mitte des Jahres wurde Alberto Gilardino vom CFC Genua für zweieinhalb Jahre verpflichtet. Der Meistertitel konnte 2014 verteidigt werden. Nachdem Marcello Lippi am Ende der Saison verkündete, als Trainer kürzertreten zu wollen, wurde Fabio Cannavaro als neuer „leitender“ Cheftrainer vorgestellt, der sich den Posten aber mit Lippi teilen werde. Nach nur einem Jahr wurde im Juni 2015 Luiz Felipe Scolari als neuer Trainer verpflichtet.
Anfang 2015 wurde Ricardo Goulart für 15 Millionen Euro von Cruzeiro Belo Horizonte verpflichtet, nachdem Diamanti und Gilardino an die AC Florenz ausgeliehen wurden. Er unterschrieb für vier Jahre. Mitte Januar wurde der Wechsel von Alan vom FC Red Bull Salzburg zu Guangzhou Evergrande bekannt. Im Sommertransferfenster wurde mit Paulinho ein weiterer Brasilianer verpflichtet. Es folgte der fünfte Meistertitel in Folge und der erneute Gewinn der AFC Champions League. Anfang Februar 2016 wurde der Kolumbianer Jackson Martínez für eine Ablösesumme von 42 Millionen Euro von Atlético Madrid verpflichtet.
Nach Änderung des Regelwerks der CFA zum 14. Dezember 2020 dürfen künftig keine Namen der Sponsoren in den Fußballvereinsnamen der Chinese Super League – insgesamt 58 Vereine – auftauchen. Seit Januar 2021 heißt der frühere Guangzhou Evergrande Taobao F.C. nun offiziell Guangzhou F.C.
Nach dem Bankrott des Hauptsponsors Evergrande kam der Verein in finanzielle Schwierigkeiten. In der Saison 2022 folgte der Abstieg des einstigen Topklubs aus der Chinese Super League. Am 7. Januar 2025 hat der chinesische Fußballverband Chinese Football Association den bisherigen Zweitligisten wegen zu hoher Schulden aus allen Profiligen des Landes ausgeschlossen.

## Erfolge
- Chinese Super League:

Meister: 2011, 2012, 2013, 2014, 2015, 2016, 2017, 2019
Vizemeister 1992, 1994
- Chinesischer Pokal: 2012, 2016
- AFC Champions League: 2013, 2015
- Chinesischer Supercup: 2012, 2016, 2017, 2018

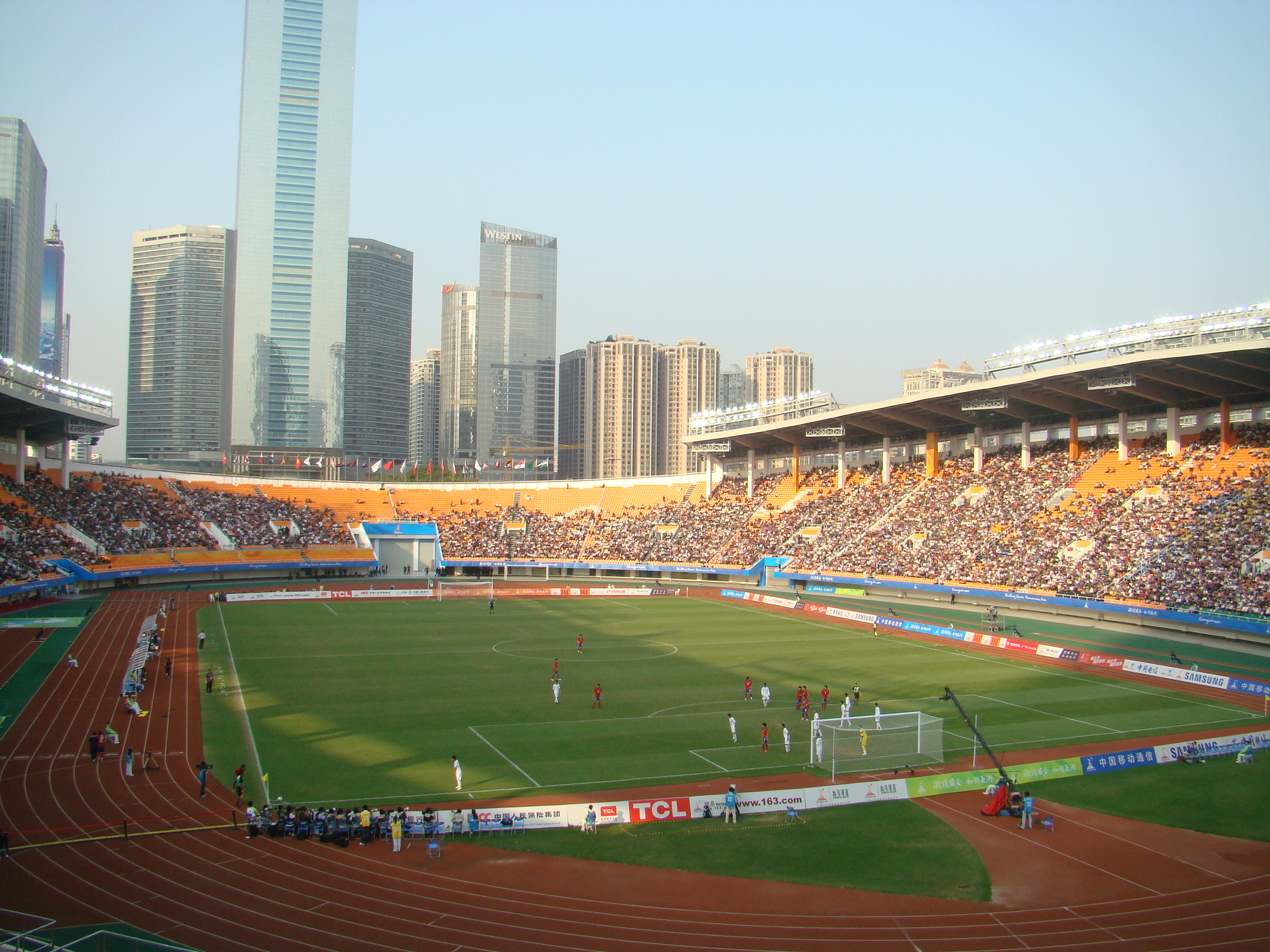
Das Tianhe-Stadion

## Stadien
Der Verein trägt seine Heimspiele im 1987 errichteten Stadion des Tianhe-Sportzentrums (天河体育中心体育场,  Tiānhé Tǐyù Zhōngxīn Tǐyùchǎng), kurz: Tianhe-Stadion (天河体育场,  Tiānhé Tǐyùchǎng), aus. Das Fußballstadion mit Leichtathletikanlage hat eine Kapazität von 54.856 Zuschauern.
Koordinaten: 23° 8′ 25,6″ N, 113° 19′ 9,6″ O
Es ist der Bau des Guangzhou Football Park mit 73.000 Plätzen geplant. Er soll auf dem Gelände des ursprünglich mit 100.000 Plätzen geplanten Guangzhou Evergrande Football Stadium, dass aufgrund der Insolvenz der Evergrande Group nie gebaut wurde, entstehen. Der Guangzhou Football Park wird bei Fertigstellung das größte reine Fußballstadion in China sein. Im September 2023 stellte das Guangdong Architectural Design and Research Institute den Entwurf für den Bau vor. Die China Construction Fourth Engineering Division erhielt im März 2024 den Bauauftrag. Das Stadion soll für 2,4 Mrd. CNY (rund 305 Mio. €) errichtet werden.

## Platzierungen
| Saison | 2004 | 2005 | 2006 | 2007 | 2008 | 2009 | 2010 | 2011 | 2012 | 2013 | 2014 | 2015 | 2016 | 2017 | 2018 | 2019 | 2020 | 2021 | 2022 | 2023 | 2024 |
| ------ | ---- | ---- | ---- | ---- | ---- | ---- | ---- | ---- | ---- | ---- | ---- | ---- | ---- | ---- | ---- | ---- | ---- | ---- | ---- | ---- | ---- |
| Liga   | II   | II   | II   | II   | I    | I    | II   | I    | I    | I    | I    | I    | I    | I    | I    | I    | I    | I    | I    | II   | II   |
| Rang   | 4.   | 4.   | 3.   | 1.   | 7.   | 9.   | 1.   | 1.   | 1.   | 1.   | 1.   | 1.   | 1.   | 1.   | 2.   | 1.   | …    | 3.   | 17.  | 12.  | 3.   |

## Ehemalige bekannte Spieler
- Bertin Tomou (2001)

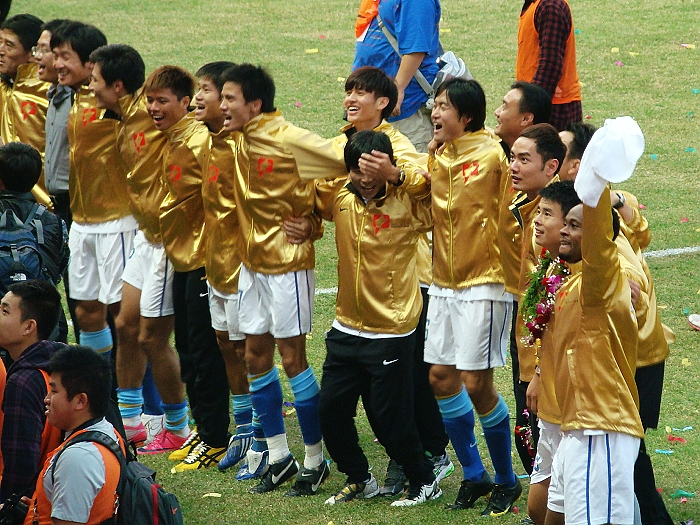
Spieler des Guangzhou Evergrande FC im Oktober 2010

- Luis Ramírez (2001, 2007–2009)
- Sreto Ristić (2004–2005)
- Corneliu Papură (2006)
- Claudiu Răducanu (2006–2007)
- Muriqui (2010–2014, 2017–)
- Zheng Zhi (2010–)
- Gao Lin (2010–)
- Cho Won-hee (2011–2012)
- Cléo (2011–2014)
- Darío Conca (2011–2013)
- Lucas Barrios (2012–2013)
- Elkeson (2013–2016)
- Alberto Gilardino (2014–2015)
- Alessandro Diamanti (2014–2016)
- Robinho (2015)
- Alan (2015–2021)
- Paulinho (2015–2017, 2018–2021)
- Ricardo Goulart (2015–2021)
- Jackson Martínez (2016–2019)

## Trainerchronik
Stand: April 2022
| Trainer             | Nation              | von               | bis                |
| ------------------- | ------------------- | ----------------- | ------------------ |
| Suian Zhou          | Volksrepublik China | 1. Januar 1994    | 7. Juni 1995       |
| Gildo Rodriguez     | Brasilien           | 1. Januar 2000    | 31. Dezember 2000  |
| Suian Zhou          | Volksrepublik China | 19. April 2000    | 23. September 2000 |
| Suian Zhou          | Volksrepublik China | 25. Juli 2001     | 2. September 2002  |
| Suian Zhou          | Volksrepublik China | 19. Dezember 2002 | 18. Februar 2003   |
| Drago Mamić         | Kroatien            | 1. Januar 2006    | 31. Dezember 2006  |
| Xiangfu Shen        | Volksrepublik China | 4. Januar 2007    | 30. November 2009  |
| Lee Jang-soo        | Südkorea            | 1. Januar 2010    | 15. Mai 2012       |
| Marcello Lippi      | Italien             | 17. Mai 2012      | 2. November 2014   |
| Fabio Cannavaro     | Italien             | 5. November 2014  | 4. Juni 2015       |
| Luiz Felipe Scolari | Brasilien Italien   | 4. Juni 2015      | 8. November 2017   |
| Fabio Cannavaro     | Italien             | 9. November 2017  | 28. September 2021 |
| Weiwei Chang        | Volksrepublik China | 26. November 2021 | 26. November 2021  |
| Zhi Zheng           | Volksrepublik China | 7. Dezember 2021  |                    |

## Logohistorie

1984–1992 Guangzhou Baiyunshan FC
1993–2000 Guangzhou Apollo FC
2001 Guangzhou Geely FC
2002–2003 Guangzhou Xiangxue Pharmaceutical FC
2004–2005 Guangzhou Sunray Cave FC
2006–2009 Guangzhou Pharmaceutical FC